# Springlake, Texas
Springlake là một thị trấn thuộc quận Lamb, tiểu bang Texas, Hoa Kỳ. Năm 2010, dân số của thị trấn này là 108 người.

## Dân số
- Dân số năm 2000: 135 người.
- Dân số năm 2010: 108 người.